# ويليام ويلزي (سياسي)
ويليام ويلزي (بالإنجليزية: William Welsh)‏ هو سياسي كندي، ولد في 22 نوفمبر 1822، وتوفي في 22 يونيو 1905. حزبياً، نشط في الحزب الليبرالي الكندي. وقد انتخب عضو مجلس العموم الكندي.